# 梅州市剑英图书馆

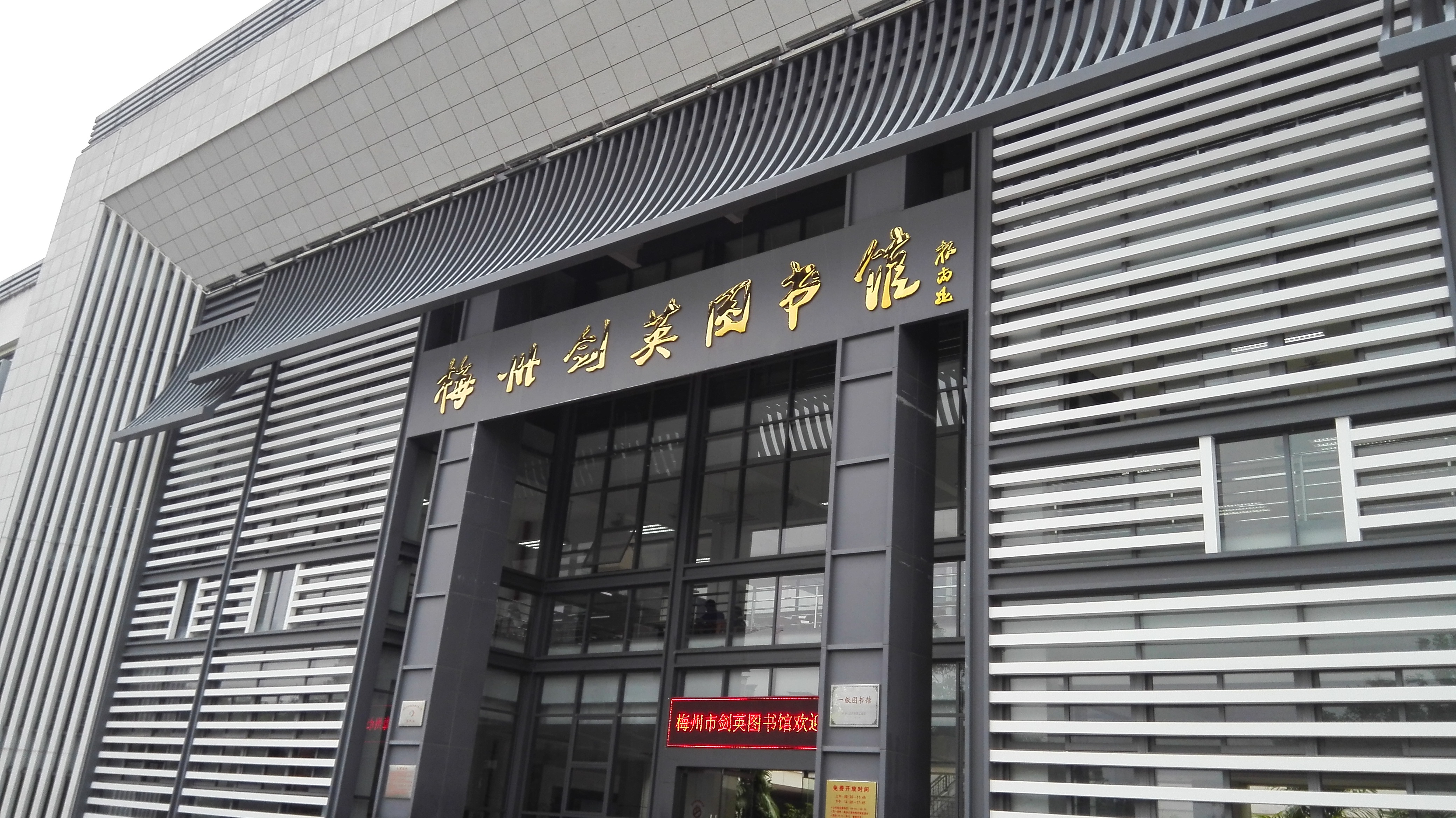
图书馆正门

梅州市剑英图书馆，位于廣東省梅州市梅江区书山路1号，占地面积15983平方米，建筑面积15240平方米，是中华人民共和国国家一级图书馆。图书馆新馆设计藏书量100万册、日接待读者3000人次，阅览座位1000席。

## 馆史

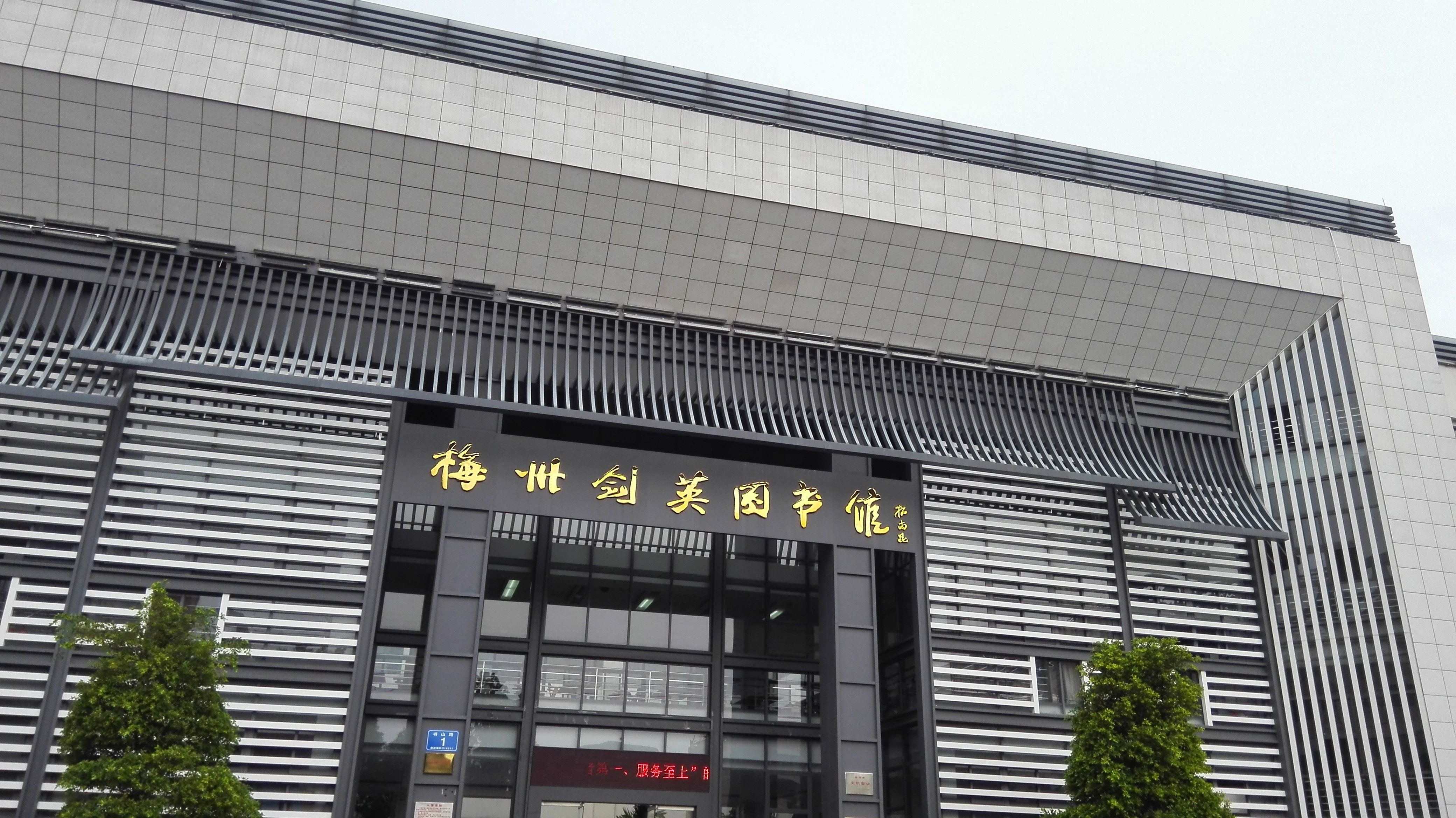
图书馆后门，对面即为东山中学

梅州市剑英图书馆前身为梅县图书馆，始建于1920年，馆名由原国家主席杨尚昆题写。1991年位于学艺路学艺中学侧的旧馆落成投入使用，并更名为梅县剑英图书馆。2002年交由梅州市文广新局管辖，馆名亦改为梅州市剑英图书馆。2006年，梅州市委、市政府为实施“文化梅州”战略决策，决定在东山教育基地院士广场侧兴建新馆，并于2009年建成，同年馆舍从学艺路旧馆迁入新馆，同时旧馆移交学艺中学使用。2011年被广东省人民政府、省文化厅列入“广东省第一批古籍重点保护单位”。在2013年进行的全国第五次公共图书馆评估定级中，被评为“国家一级图书馆”。2014年国家数字图书馆推广工程的建设，投入使用歌德电子借阅机、博看电子阅报机以及超星移动图书馆等电子资源和设备。

## 资源
截至2015年底，图书馆藏书总量约为88.5万册，其中485464册（含古籍藏书40863册），电子图书总量为40万册，2015年新增图书5568种15200册，新增过期报刊装订1683册，新增电子图书5万册。订阅2016年报刊686种924份（报纸74种90份、杂志612种834份）。古籍和地方藏书共有2018种，3万9千多册。馆藏电子图书约40万册，可供读者免费阅读和下载。

## 开放时间

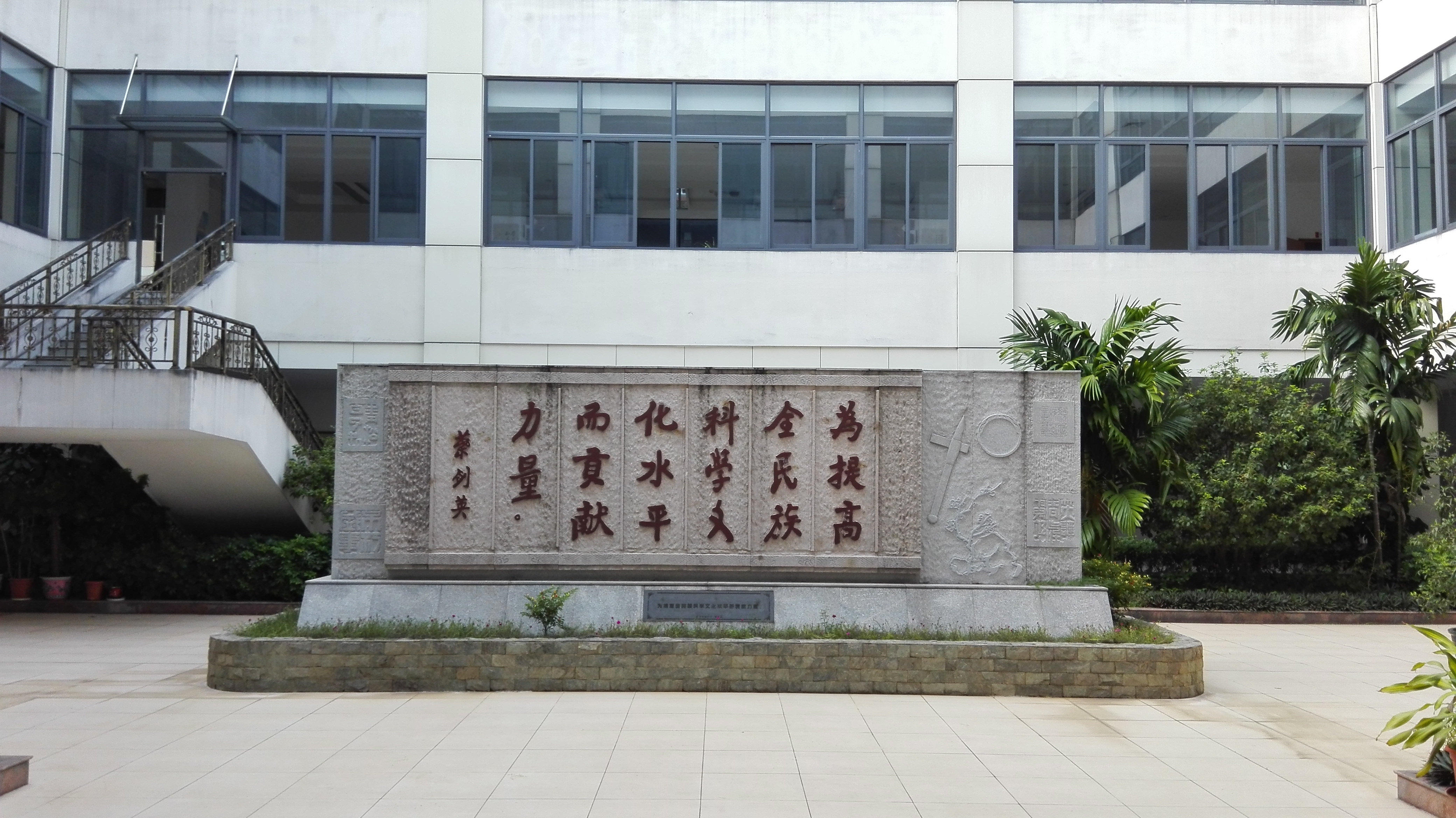
图书馆一楼天井的雕塑：为提高全民族科学文化水平贡献力量——叶剑英

08:00-20:30
- 周一馆休（自习区正常开放至18:00）
- 周四16:15闭馆（学习、整理内务）
- 节假日照常开馆。[3]

## 借书
凭本馆借书证进入外借书库借书，办理借书证需要本人身份证或有效证件，借书证分A、B证两种：A证押金50元，可借2册，14天，可续借一次；B证押金100元，可借4册，28天，可续借一次。文献借阅逾期将按每册书每天0.10元的标准收取违约金。逾期1年的，注销借书证。借书证有效期为1年，期满后须重新注册，免收验证费。